# Bernard Tétu
Bernard Tétu, né le 30 janvier 1944 en Bourgogne, est un chef de chœur, chef d’orchestre et professeur de direction d'orchestre français. 

## Biographie
Bernard Tétu est né le 30 janvier 1944 en Bourgogne. Il crée la première classe française destinée à la formation de chefs de chœurs professionnels au Conservatoire national supérieur de musique et de danse de Lyon,. Il dirige notamment notamment les Chœurs et Solistes de Lyon, de 1979 à 2017, privilégiant la musique classique française des XIXe et XXe siècles et la musique romantique allemande,,.

## Prix et distinctions
Bernard Tétu est officier de l'Ordre des Arts et des Lettres.
Il reçoit le prix Jacques Cartier.
En 2014, il reçoit par l'Académie des Beaux-Arts, avec les Chœurs et Solistes de Lyon, le prix Liliane Bettencourt pour le chant choral. Il est élu à l'académie des Sciences, Belles-Lettres et Arts de Lyon le 11 juin 2002.

## Discographie
- Hector Berlioz, Œuvres pour chœur — par le chœur de l'Orchestre national de Lyon, Noël Lee (piano), dirigés par Bernard Tétu (Harmonia Mundi, HMC 901293, 1989)
- Johannes Brahms, Zigeunerlieder, Liebesliederwalzer — par les solistes du chœur de l'Orchestre National De Lyon, dirigés par Bernard Tétu, Georges Pludermacher et Henri Barda (piano), (Lyrinx – LYR 122, 8882122, 1992)
- Félix Mendelssohn, Athalie, Op. 74 — par les Chœurs de Lyon et la Philharmonie de Lorraine, dirigés par Bernard Tétu, Danielle Borst (soprano), Brigitte Desnoues, Carolyn Watkinson (en) (mezzo-soprano), Jean-Marc Avocat, Souad Natech (Schwann (record label) (en) – 3-1428-2)
- Pascal Dusapin, La melancholia, opératorio — par les Chœurs de Lyon-Bernard Tétu, l'Orchestre National de Lyon, dirigé par David Robertson, Nan Christie (soprano), Cécile Eloir (mezzo-soprano), Timothy Greacen (contre-ténor), Martyn Hill (ténor), (Disques Montaigne MO 782073)